# 吴波 (结构工程专家)
吴波，中国重庆人，中共党员，工学博士，华南理工大学建筑学院教授，研究领域涵盖建筑固废资源化利用、混凝土结构抗灾研究与工程实践。吴波曾入选中国教育部长江学者特聘教授，享受国务院政府特殊津贴。